# Pętkowo
Pętkowo – wieś w Polsce położona w województwie wielkopolskim, w powiecie średzkim, w gminie Środa Wielkopolska.
Wieś duchowna, własność biskupstwa poznańskiego, pod koniec XVI wieku leżała w powiecie pyzdrskim województwa kaliskiego. W latach 1975–1998 miejscowość administracyjnie należała do województwa poznańskiego.
We wsi znajduje się dwór zbudowany na początku XX w. jako siedziba Izby Rolniczej w Poznaniu (Landwirtschattliche Versuchesstation). Obecnie siedziba zakładu doświadczalnego (jednego z 7) Instytutu Włókien Naturalnych.